# 151 (numero)
Centocinquantuno è il numero naturale che segue il 150 e precede il 152.

## Proprietà matematiche
- È un numero dispari.
- È un numero difettivo.
- È un numero primo.
- È un numero nontotiente.
- È un numero decagonale centrato.
- È un numero palindromo nel sistema di numerazione posizionale a base 3 (12121) e nel sistema numerico decimale.
- È parte della terna pitagorica (151, 11400, 11401).
- È un numero fortunato.
- È un numero congruente.
- È un termine della successione di Padovan.
- È un numero intero privo di quadrati.

## Astronomia
- 151P/Helin è una cometa periodica del sistema solare.
- 151 Abundantia è un asteroide della fascia principale del sistema solare.
- NGC 151 è una galassia spirale della costellazione della Balena.

## Astronautica
- Cosmos 151 è un satellite artificiale russo.